# Sunday Empire News Tournament
Sunday Empire News Tournament — пригласительный снукерный турнир, проходивший только один раз — в сезоне 1948/49 годов.
В турнире, который игрался на протяжении всего сезона, принимали участие 6 игроков. В решающем матче встретились братья Джо и Фред Дэвисы. Матч закончился вничью — 37:37, что позволяло Джо опередить по набранным очкам всех остальных соперников. Фред Дэвис занял итоговое третье место.

## Победители
| Итоговое место                                                               | Очки  |
| ---------------------------------------------------------------------------- | ----- |
| 1. Джо Дэвис 2. Джон Палмен 3. Фред Дэвис 4. Уолтер Дональдсон 5. Вилли Смит | 8 6 6 |